# Nikolaus Brass

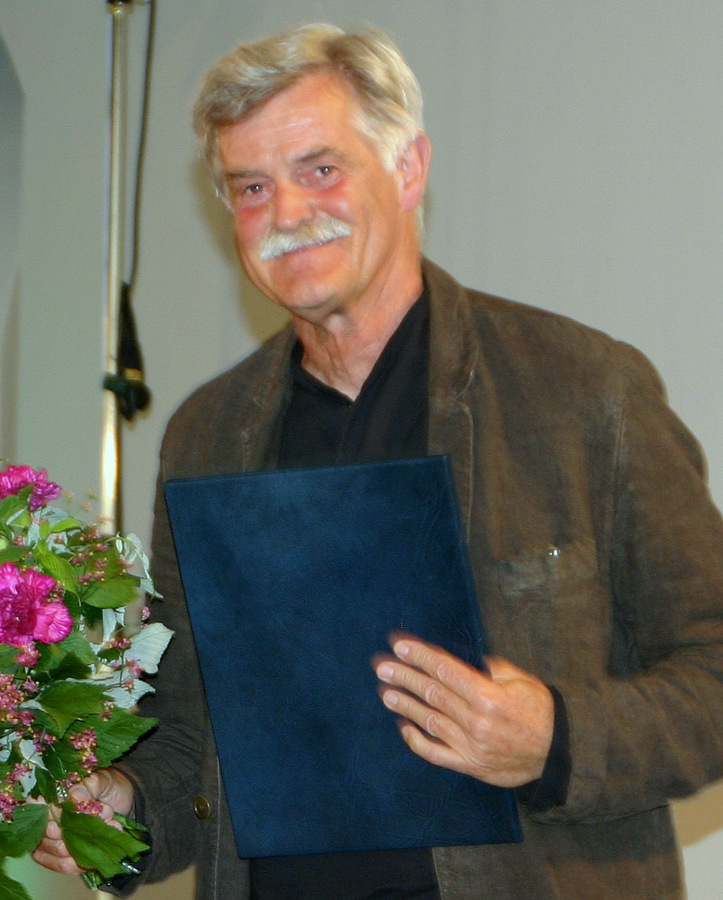
Nikolaus Brass, 2009 (Nach Erhalt des Musikpreises der Landeshauptstadt München)

Nikolaus Brass (* 25. Oktober 1949 in Lindau (Bodensee)) ist ein deutscher Komponist.

## Leben und Schaffen
Frühzeitig begann Nikolaus Brass bereits zu komponieren. Nach dem Abitur 1968 absolvierte er in München, Schottland und an der Freien Universität Berlin ein Medizinstudium. Er war als Arzt und medizinisch-technischer Redakteur tätig. 
Komposition studierte er bei Peter Kiesewetter in München, bei Frank Michael Beyer an der Universität der Künste Berlin und bei Helmut Lachenmann in Hannover. 1980–86 nahm er an den Darmstädter Ferienkursen teil. Dort begegnete er Morton Feldman, der sein weiteres musikalisches Denken und Schaffen nachhaltig beeinflusste.
Lange Jahre arbeitete Brass als Mediziner – zunächst als Klinikarzt, ab 1982 als Redakteur der Fachzeitschrift Ärztliche Praxis – und parallel als Komponist. Die „konkrete Konfrontation mit der existenziellen Zerbrechlichkeit des menschlichen Daseins, mit Aufbruch und Glück, aber auch Schmerz, Siechtum und Tod fungierte wie ein Kompass bei der Suche nach Ausdruck.“
Charakteristisch für seine Musik wurden „fließende Zeitprozesse, Fragen von Ordnung und Störung, das […] Abtasten der akustischen Außenfläche nach dem, was sie als Widerhall in sich birgt sowie Aspekte der menschlichen Existenz“ in einem „permanenten Kreisen von Verlieren und Wiederfinden.“
Seit 1981 werden Brass’ Werke regelmäßig auf Festivals aufgeführt. 2008 stand sein Schaffen im Mittelpunkt der Internationalen Weingartener Tage für Neue Musik.
Seine Kompositionen Void (für Klavier) und Void II (für Soli und Orchester) – so benannt nach den Voids, den „leeren Stellen“ im Jüdischen Museum Berlin, die an den Verlust von Leben, Kultur und Erinnerung durch die Schoa gemahnen – wurden 2009 bei den Klangwerktagen in Hamburg einer Gemeinschaftskomposition von Jugendlichen, die sich mit demselben Thema auseinandergesetzt hatten, gegenübergestellt. In einem begleitenden Podiumsgespräch diskutierten der Architekt des Jüdischen Museums, Daniel Libeskind, und Nikolaus Brass über Formen des Gedenkens in Architektur und Musik.
2014 wurde er als in die Bayerische Akademie der Schönen Künste berufen und ist seit 2021 Direktor der Abteilung Musik.
2017 wurde er als ordentliches Mitglied der Klasse der Künste und Kunstwissenschaften in die Sudetendeutsche Akademie der Wissenschaften und Künste berufen.
Nikolaus Brass ist der Vater des Singer-Songwriters Jacob Brass.

## Ehrungen und Auszeichnungen
- 1981 Preis beim Jürgen-Ponto-Kompositionswettbewerb (für das Streichtrio Morgenlob)
- 1999 Musikförderpreis der Landeshauptstadt München
- 2009 Musikpreis der Landeshauptstadt München (Laudatio: Reinhard Schulz; vorgelesen von Jürgen Jung, Bayerischer Rundfunk)
- 2015 Sudetendeutscher Kulturpreis für Musik
- 2019 Kulturpreis der Stadt Lindau

## Kompositionen

### Bühnenwerk
- memory (2012?). Musiktheater-Nucleus, für Butoh-Tanz und Gesang. UA 8. Mai 2012 München (13. Münchener Biennale; Gasteig, Foyer vor dem Carl-Orff-Saal; Christian Stübner [Butoh-Tanz], Andreas Fischer [Bass], Choreographie: Stephan Marria Marb, Regie: Nikolaus Brass und Birgitta Trommler)

### Vokalkompositionen

#### A cappella
- Traumrede (1981) für 4 Singstimmen (Vokalquartett: Sopran, Alt, Tenor, Bass). Texte: Hoheslied (deutsch von Martin Luther), Friedrich Hölderlin (Brod und Wein), Paul Celan (Ägypten; Corona). Dauer: 20’. UA 12. September 1981 Amsterdam (Stedelijk Museum; Schola Cantorum Stuttgart: Barbara Miller, Monika Bair-Ivenz, Wolfgang Isenhardt, Manfred Ackermann). Konzertmitschnitt (Radio France). Produktion 1981 SDR (Schola Cantorum Stuttgart, Leitung Clytus Gottwald). CD 1994 (Cadenza / Bayer Records [Atelier Schola Cantorum, Vol. 7])
- Rose-Ausländer-Lieder (1986) für 4 Frauenstimmen. Texte: Rose Ausländer (aus Im Atemhaus wohnen [1985]: Das Schönste; Mein Haus; Hinter den Wänden). Dauer: ~8’. UA 4. November 1987 Stuttgart (Planetarium; Ensemble <belcanto>, Leitung: Dietburg Spohr). CD (Koch-Schwann / Aulos 3-1386-2)
- Emerge tu recuerdo de la noche en que estoy (1991). Madrigal für 4 Frauenstimmen (2 Soprane, Mezzosopran, Alt). Text: Pablo Neruda. Dauer: ~22’. UA 1991 Graz (Musikprotokoll im Steirischen Herbst; Ensemble <belcanto>, Leitung: Dietburg Spohr). Konzertmitschnitt (ORF)
- lingua (1996) für 4 Stimmen (S.A.T.B). Texte: Buch der Weisheit und Nikolaus Brass. Dauer: 12’. UA 1996 München. Konzertmitschnitt 1997 (Studio Franken; 25 Jahre Ars Nova Nürnberg; Ensemble Exvoco)

- Neufassung 2000

- Ich / Jetzt (1996/2008). Textkomposition für eine Stimme (mit Schlagzeug). Text: Nikolaus Brass. Dauer: 5’. UA 30. Juni 2008 München (Anno Kesting)
- Erlkönig (2008). Szene für 3 Stimmen (Sopran, Mezzosopran, Alt). Text: frei nach Johann Wolfgang von Goethe, Der Erlkönig. Dauer: 5’. UA 14. November 2008 Kassel (Kasseler Musiktage; Ensemble <belcanto>, Leitung: Dietburg Spohr)
- Stimme und Tod (2010). Musik für 7 Stimmen (Vokalisen). Dauer: 35’. UA 12. Februar 2011 Stuttgart (éclat-Festival; Theaterhaus; Neue Vocalsolisten Stuttgart)
- Benediktionen (2010) für Sopran (Vokalisen). UA 26. März 2011 München (Musikfest der Münchner Gesellschaft für Neue Musik; Irene Kurka)

#### Mit Instrumenten
- Liebeslieder (1987) für Mezzosopran und Klavier. Texte: Johann Wolfgang von Goethe, aus dem West-östlichen Divan. Dauer: 18’. UA 1989 Hombroich (Museumsinsel; Yukiko Kanegae [Sopran], Yukiko Sugawara [Klavier]). Aufnahme 1990 (WDR)
- Dialoghi d’amore VIII (1997) für 8 Stimmen (2S.2A.2T.2B.; Vokalisen) und 4 Klarinetten (Klarinette in B, 2 Bassetthörner, Bassklarinette). Dauer: 20’
- The Structures of Echo – Lindauer Beweinung (2002). Musik für 32 Stimmen (Vokalisen) und Orchester. Dauer: ~27’. UA 30. März 2003 Stuttgart (éclat-Festival; Theaterhaus; SWR Vokalensemble Stuttgart, Radio-Sinfonieorchester Stuttgart, Dirigent: Rupert Huber). Konzertmitschnitt 2003/07 (SWR / Neos Music). CD 2007 (Neos Music)

Chor: 8S.8A.8T.8B (S4-8, A4-8, T4-8 und B4-8 spielen jeweils auch Triangel und Metallstab)
Orchester: 2(+2Picc).2.2.3TSax.3BarSax.0 – 0.3.3.1 – Schlagzeug (3 Spieler: [1.] Marimbaphon, 2 hohe Becken, 7 Radkappen, Tamtam, Schwirrholz, Styroporstück, 2 Metallhämmer; [2.] Steeldrums [des’–g’’], 5 chinesische Gongs [des’–f’], 1 gestimmtes Glas [c’’], Hi-Hat, 5 Cowbells, 3 Holzbongos [1 hoch, 2 tief], 2 Flexatons, Holzblöcke [tief], 2 Styroporstücke, großer Holzhammer; [3.] Vibraphon, 4 gestimmte Gläser [f’’–as’’], 3 tiefe Bongos, 1 Templeblock [hoch], Schwirrholz, Schnarrer) – Streicher: 10.0.5.5.5
- Musik für Augustinus (2004/05) für gemischten Chor und 2 Schlagzeuge. Texte: 1. Brief des Paulus an die Korinther (Kap. 1, V. 22-25, 26-31); Augustinus von Hippo (Gebet). Dauer: ~30’. UA 15. Juli 2005 Schwäbisch Gmünd (Augustinuskirche / Festival Europäische Kirchenmusik; Maulbronner Kammerchor, Leitung: Jürgen Budday)

1. Introitus (Chor und Schlagzeug); 2. Meditation I (Chor und Schlagzeug); 3. Meditation II (Chor und Schlagzeug); 4. Zwischenmusik – Vater unser (Schlagzeug: Glocken, Steel Drums); 5. Gebet (Chor und Schlagzeug)
- Fallacies of Hope – Deutsches Requiem (2006). Musik für 32 Stimmen (8S.8A.8T.8B) in 4 Gruppen mit Textprojektion (ad libitum) aus Die Ästhetik des Widerstands von Peter Weiss. Dauer: 24’
- Der Garten (2010). Musik für Orchester mit 4 obligaten Männerstimmen (Vokalisen). UA 16. Juni 2012 München (Musica Viva; Herkulessaal der Residenz; Neue Vocalsolisten Stuttgart, Symphonieorchester des Bayerischen Rundfunks, Dirigent: Péter Eötvös)
- Schöpfungslied (2011?) für Kinderchor, Perkussionsinstrumente und Jugendorchester. Text: nach Franz von Assisi (Sonnengesang). Dauer: ~15’. UA 25. Juni 2011 Alteglofsheim (Musikakademie; Kinder der Cabrini-Schule Offenstetten, Ostbayerisches Jugendorchester)

### Orchesterwerke
- Landschaft der Vergangenheit (1985/86). Musik für Orchester. Dauer: 28’. UA 14. Oktober 1988 Donaueschingen (Musiktage; Sinfonieorchester des SWF, Dirigent: Matthias Bamert). Produktion (SWF). Besetzung: 3(+3Picc).Afl(+Picc).3.EH.3.Bkl.2.2Kfg – 4.3.Btr.3.Kbps.1 – Schlagzeug (3 Spieler) – 2 Klaviere – Harfe – Streicher: 12.12.12.8.8
- similar sounds (1999/2000). Musik für Orchester. Dauer: 28’. UA 9. Februar 2001 Stuttgart (Radio-Sinfonieorchester Stuttgart, Dirigent: Robert HP Platz). Konzertmitschnitt (SWR)

Besetzung: 3.3.3.3 – 6.3.3.1 – Schlagzeug (5 Spieler) – Harfe – Streicher
- Von wachsender Gegenwart (2006) für 18 Streicher (5.5.4.3.1). Dauer: 20’. UA 10. Mai 2007 München (Prinzregententheater; Münchener Kammerorchester, Dirigent: Alexander Liebreich). Konzertmitschnitt (BR). Produktion (Deutschlandradio Berlin). CD 2011 (Neos Music)
- L’inferno – Landschaft für Orchester (2003–07). Dauer: 25’. UA 14. Dezember 2007 (Musica Viva; Herkulessaal der Residenz; Symphonieorchester des Bayerischen Rundfunks, Dirigent: Johannes Kalitzke). Besetzung: 4(+Picc+2Afl+Bfl).4Picc.4.+EH+Heck.4.(+Bassh+Bkl).3TSax.3(+2Kfg) – 0.4.4.2Btb – Schlagzeug (6 Spieler) – 2 Klaviere – Harfe – Streicher: 20.0.8.8.6
- Ohne Titel (1996/2008). Musik für Streichorchester (5.5.4.3.2). Dauer: 9’. UA 9. November 2008 Weingarten (Kongresszentrum; Münchener Kammerorchester, Dirigent: Nassir Haidarian). Mitschnitt (SWR)
- voci sommersi (Versunkene Stimmen; 2011?). UA 5. November 2011 Samarqand (Orchester Jakobsplatz, Dirigent: Daniel Grossmann)

### Werke für Soli und Orchester
- Void II (2001). Musik für Saxophon, Klavier, Schlagzeug und Orchester. Dauer: 36’. UA 22. Januar 2006 Berlin (Konzerthaus am Gendarmenmarkt; Sascha Armbruster [Saxophon], Benjamin Kobler [Klavier], Pascal Pons [Schlagzeug]; Rundfunk-Sinfonieorchester Berlin, Dirigent: Roland Kluttig). CD 2007 (Neos Music)

Orchester: 2(+Picc).2.2.2 – 0.2.2.2 – Streicher: 10.0.8.4.2
- music by numbers III (2007/08) für Violine, Akkordeon und Kammerorchester. Dauer: 22’

Orchester: 2.0.2.0 – 0.0.0.0 – Schlagzeug (2 Spieler) – Streicher: 5.5.4.3.2
- Zeit im Grund (2008). Konzert für 2 Klarinetten (1. auch Bassetthorn, 2. auch Bassklarinette) und Streicher. Dauer: 39’. UA 9. November 2008 Weingarten (Kongresszentrum; Klarinettenduo David Smeyers / Beate Zelinsky; Münchener Kammerorchester, Dirigent: Nassir Haidarian). Mitschnitt (SWR). Produktion (Deutschlandradio Berlin). CD 2011 (Neos Music)

Streicher: 3.3.2.2.1
- Im Offenen (2009). Konzert für Violine, Kontrabass und kleines Orchester. Dauer: 17’. UA 26. Mai 2010 Düsseldorf (Helge Slaatto [Violine], Frank Reinecke [Kontrabass]; Heinrich-Heine-Symphoniker Düsseldorf, Dirigent: Desar Sulejmani)

Orchester: 1.1.1.1 – 1.0.0.0 – Streicher: 3.3.2.2.1 oder 5.5.3.2.2
- Strahl (2010/11). Musik für Flöte und 11 Streicher (3.3.2.2.1). Dauer: 18’. UA 5. November 2011 Düsseldorf (Museum Kunstpalast, Robert-Schumann-Saal; Carin Levine [Flöte], Ensemble Resonanz, Dirigent: Robert HP Platz)

### Kammermusik

#### Soli
für Tasteninstrumente
- Lieder auf der Flucht (1983). Klaviermusik II. Dauer: 16’. UA 1983 Stuttgart (SDR; Bernhard Wambach). Aufnahme 1983 (SDR)
- Void (I) (1999) für Klavier. Dauer: 13’. UA 30. November 1999 München (Echtzeithalle im Einstein Kulturzentrum; Monika Stöhr). Produktion 2004/05 (Col Legno [Brass Chamber Music, Vol. 1])
- Trennzeichen (2009) für Akkordeon. Dauer: variabel (max. 20’). UA 20. Juni 2009 Fürstenfeldbruck (Kai Wangler)
- Dialoghi d’amore V (2009/10) für Klavier
- Stücke für leere Hände (2011) für Klavier. UA 25. Mai 2012 München (23. Pfingstsymposion; Seidlvilla; Masako Ohta)

für Schlaginstrumente
- Lautschrift / Texte / die Lage besprechen (1984/85). Musik für einen Schlagzeuger. Dauer: 16’. UA 4. Februar 2010 Stuttgart (éclat-Festival; Theaterhaus, Saal T 3; Franz Bach)

für Blasinstrumente
- Tanze Du Ungeheuer… (1987) für Flöte. UA 1989 Dresden (Tage der zeitgenössischen Musik; Carin Levine). – Der Titel spielt an auf das Bild Tanze Du Ungeheuer zu meinem sanften Lied (1922) von Paul Klee
- Salut / Adieu (1994/97). Zwei Stücke für Klarinette. Dauer: 9’. UA 1998 München
  - Fassung für Flöte / Altflöte (1996). Dauer: 9’
  - Fassung für Trompete und Posaune (1994/2008): siehe unter Duos

für Streichinstrumente
- Songlines I (2006) für Violine (aus dem Songlines-Zyklus). Dauer: 12’. UA 1. Dezember 2007 Hamburg (Rudolf-Steiner-Haus; Helge Slaatto)
- Prolog – Intermission – Songlines III (2006/07) für Viola (aus dem Songlines-Zyklus). Dauer: 29’. UA 24. März 2007 München (Christuskirche am Dom-Pedro-Platz; Klaus-Peter Werani)
- Songlines V (2007) für Violoncello (aus dem Songlines-Zyklus). Dauer: 12’. UA 7. November 2008 Weingarten (Pädagogische Hochschule; Erik Borgir)
- Epilog (2007) für Kontrabass (aus dem Songlines-Zyklus). Dauer: 10’. UA 1. Dezember 2007 Hamburg (Rudolf-Steiner-Haus; Frank Reinecke)
- Flucht (2009) für Kontrabass. Dauer: 6’

für Zither
- Idyll (1979)

#### Duos
für Tasteninstrumente
- Passatempi per due pianoforti (für 2 Klaviere; 1978/80). Dauer: 28’. UA 20. März 1981 Köln (Funkhaus des WDR; Yukiko Sugawara, Gunhilde Cramer). Aufnahmen: 1983 (WDR), 1985 (Radio Bremen)

1. Intrada – Concerto canonico – 2. Andante e Capriccio – Aria
- Spielzeug (1993). Musik für 2 Pianisten. Dauer: 16’. UA 1994 Stuttgart-Wangen (Theaterhaus; Yukiko Sugawara, Gunhilde Cramer). Produktion 1995 (WDR)

1. Los (1. Etüde: Akkorde) – 2. Strichpunkt (2. Etüde: Skalen) – 3. Gelb und Blau (3. Etüde: verdeckter Anschlag) – 4. Du sollst mich nicht schrecken (4. Etüde: Resonanzen; unter Verwendung des Chorals Aus tiefer Not schrei ich zu dir) – 5. Gar nichts (1. Fantasie: Krebskanon) – 6. Weggeblasen (2. Fantasie: Figuren) – 7. Ab (5. Etüde: Caccia, Engführung rhythmischer Muster)
- Fassung für zwei Akkordeons (2012). UA 25. Mai 2012 München (23. Pfingstsymposion; Seidlvilla; Anne-Maria Hölscher, Kai Wangler)

- Echofantasie für P. K. (2004/05) für Akkordeon und Orgel. Dauer: 13’. UA (Erstfassung) 5. Oktober 2004 München (Abtei St. Bonifaz; Hans Maier [Akkordeon], Kaori Maier [Orgel]). UA (Neufassung) 10. April 2006 Wien. – Der Titel bezieht sich auf die Echofantasie für Orgel von Peter Kiesewetter
- Dialoghi d’amore III (2008) für Akkordeon und Klavier. Dauer: 7’. UA 3. Dezember 2009 Karlsruhe (ZKM; Anne-Maria Hölscher [Akkordeon], Florian Hölscher [Klavier])

für Blasinstrumente
- Salut & Adieu (1994/2008). Fassung für Trompete und Posaune. Dauer: 9’. UA 7. November 2008 Weingarten (Pädagogische Hochschule; Ensemble Ascolta: Markus Schwind [Trompete], Andrew Digby [Posaune])

Salut (Trompete) – Adieu (Posaune)
- Salut II (2009) für Trompete und Posaune. Dauer: 6’. UA 23. Mai 2009 Mönchengladbach (Ensembliade)
- Dialoghi d’amore VI (2009/10) für 2 Klarinetten. Dauer: 5’. UA 1. September 2010 Bonn (Klarinettenduo David Smeyers / Beate Zelinsky)

für ein Tasteninstrument und ein anderes Instrument
- A due (2003). Musik für Violine und Akkordeon. Dauer: 25’. UA 19. Oktober 2003 Digne-les-Bains (Kulturzentrum; Hugo Noth [Akkordeon], Susanne Schütz [Violine]). Produktion 2004/05 (Col Legno [Brass Chamber Music Vol. 1])
- music by numbers (1998) für Violine und Klavier. Dauer: variabel (20–40’). UA 8. Mai 1999 München (Echtzeithalle im Einstein-Kulturzentrum; Geoffry Wharton [Violine], Christie Becker [Klavier]). Produktion 1999 (BR)

- Fassung für Violine und Akkordeon (2005; Bearbeitung: Hugo Noth). UA 23. Oktober 2005 Digne-les-Bains (Susanne Schütz [Violine], Hugo Noth [Akkordeon])
- Fassung für Klarinette und Klavier (2006). Dauer: 16’. UA 9. September 2006 Hamburg (Rudolf-Steiner-Haus; Udo Grimm [Klarinette], Tatjana Prelevic [Klavier])
- Fassung für Sopransaxophon und Akkordeon

- Schatten (2007) für Horn und Akkordeon. Dauer: 15’. UA 12. Juni 2007 Trossingen (Francis Orval [Horn], Hugo Noth [Akkordeon])
- unknown (2011) für Sheng (chinesische Mundorgel) und Orgel. Dauer: 19’. UA 5. Februar 2011 München-Schwabing (Erlöserkirche)
- Ton (2011) für Kontrabass und Klavier. UA 10. Juli 2011 Oberschleißheim (Schloss Lustheim; Stephan Lanius [Kontrabass], Masako Ohta [Klavier])

für Streichinstrumente
- Songlines II (Dialoghi d’amore I) (2007) für 2 Violinen (aus dem Songlines-Zyklus). Dauer: 12’. UA 22. Februar 2008 Stockholm (new music festival; Duo Gelland: Cecilia und Martin Gelland)
- Songlines IV (2006) für Violine und Kontrabass (aus dem Songlines-Zyklus). Dauer: 12’. UA 11. Oktober 2006 München (Gasteig, Carl-Orff-Saal / Festival Klang-Aktionen; Helge Slaatto [Violine], Frank Reinecke [Kontrabass])
- Songlines VI (Dialoghi d’amore II) (2007) für Violine und Viola (aus dem Songlines-Zyklus). Dauer: 10’. UA 29. Oktober 2008 Jerewan (Helge Slaatto [Violine], Anette Slaatto [Viola])
- Nachschrift (2009). Kommentar für Viola und Violoncello. Dauer: 7’. UA 4. Februar 2010 Stuttgart (Theaterhaus, Saal T 3; Klaus Peter Werani [Viola], Hanno Simons [Violoncello])

für Zithern
- Dialoghi d’amore X) (2012) für Guzheng und Diskantzither. Dauer: ?. UA 31. März 2012 München (Zither 9: mond süchtig; Gasteig, Black Box; Xu Fengxia [Guzheng], Georg Glasl [Zither])

#### Trios
Streichtrios
- Morgenlob (1981/83) für Violine, Viola und Violoncello. Dauer: 18’. UA 12. Juni 1984 Angers (Deutsches Streichtrio). Aufnahmen 1984 (Radio France), 1985 (SDR), 1997 (Deutschlandradio Berlin; Trio Recherche)
- Glanz (2009). 2. Streichtrio. Dauer: 17’. UA 29. Juli 2009 München (Trio Coriolis: Michaela Buchholz [Violine], Klaus Peter Werani [Viola], Hanno Simons [Violoncello])

Andere Trios
- Trio (Klaviertrio; 1989/91/97) für Violine, Violoncello, Klavier. Dauer: 37’. UA 1997 München (Gasteig, Kleiner Konzertsaal; Geoffry Wharton [Violine], Roman Guggenberger [Violoncello], Christie Becker [Klavier]). Produktion 1997/99 (BR; Ensemble Köln). CD 2004/05 (Col Legno [Brass Chamber Music, Vol. 1])
- Salut – Veni – Adieu (1994). Musik für Oboe / Englischhorn, Altflöte und Klavier. Dauer: 20’. UA 27. Oktober 1996 Lindau (Heilig-Geist-Spital; Trio Papillon: Thomas Richter [Altflöte], Gerhard Schnitzler [Oboen], Monika Stöhr [Klavier])

Salut (Oboe) – Veni (Trio) – Adieu (Altflöte)
- Fassung für 2 Flöten und Klavier (1998). Dauer 20’. UA 1998 München (Gasteig, Kleiner Konzertsaal; Münchener Flötentrio). Konzertmitschnitt (BR). CD 2005 (Cavalli Records)
- Salut & Adieu (1994/97) für Klarinette: siehe unter Soli
- Salut & Adieu (1994/2008) für Trompete und Posaune: siehe unter Duos

- Kenosis (1999) für Bläsertrio (Flöte, Oboe, Klarinette). Dauer: 20’. UA 7. Mai 2000 Witten (Rudolf-Steiner-Schule; Ensemble recherche [Trio Recherche]). Konzertmitschnitt WDR
- Seven Thoughts (2001). Musik für Piccoloflöte, Akkordeon und Schlagzeug. Dauer: 8’. UA 11. Oktober 2003 München (Echtzeithalle im Einstein-Kulturzentrum; ensemble piano possibile)
- Twombly Music (2005) für Violine, Gitarre und Akkordeon. Dauer: 12’. UA 23. Oktober 2005 Digne-les Bains (Susanne Schütz [Violine], Andreas Higi [Gitarre], Hugo Noth [Akkordeon]). – Die Satztitel beziehen sich auf Bilder von Cy Twombly:

1. Orpheus – 2. Apollo and the Artist – 3. Mars and the Artist – 4. Venus
- Dialoghi d’amore IV (2008) für Oboe, Klarinette (in B) und Trompete (in C). Dauer: 17’. UA 10. Dezember 2008 München (Klang-Aktionen)
- Klaviertrio Nr. II (2015). Dauer 25' UA 25. November 2015 Dresden, elole-Klaviertrio

#### Quartette
Streichquartette
- Ohne Titel (1996). Musik für Streichquartett. Dauer: 9’. UA 27. September 1996 München (Praterinsel; Xsemble München). Konzertmitschnitt 1999 (BR). Produktion 2005 (BR; Auritus-Quartett). CD 2006 (Col Legno [Brass String Quartets, Vol. 1])

- Bearbeitung für Streichorchester (2008): siehe unter Orchesterwerke

- Quartett Nr. 2 (1999/2000). UA (gekürzt) 2002 München (Gasteig, Kleiner Konzertsaal; Kairos Quartett)

- Neufassung (2002). Dauer: 56’. UA 8. Oktober 2005 München (Muffathalle; Auritus-Quartett). Produktion 2005/06 (BR / Col Legno [Brass String Quartets, Vol. 1])

- Erinnern und vergessen (2004). Quartett Nr. 3. Dauer: 28’. UA 25. September 2004 München (Max-Joseph-Saal der Residenz; Auritus-Quartett: Key-Thomas Märkl, Leopold Lercher [Violinen], Klaus-Peter Werani [Viola], Stefan Trauer [Violoncello]). Konzertmitschnitt (BR). Produktion 2006 (BR / Col Legno [Brass String Quartets, Vol. 1])
- Quartett Nr. 4 (2008). Dauer: 55’. UA 8. November 2008 Weingarten (Pädagogische Hochschule; Auritus Quartett). Mitschnitt (SWR)

1. Katalog der Erinnerung – 2. symbolum crucis – 3. quod est – 4. Dialoghi d’amore I – 5. super omne
Andere Quartette
- Lost and Found (2005). Musik für Saxophonquartett (S.A.T.Bar). Dauer: 12’. UA 7. Oktober 2005 München (Muffathalle; Saxophonquartett Le Fou Rohr)

#### Quintette
- Songlines-Zyklus (2006/07) für 2 Violinen, Viola, Violoncello und Kontrabass. UA 24. Oktober 2009 München (Schwere Reiter). – Der Titel bezieht sich auf den Roman The Songlines („Traumpfade“) von Bruce Chatwin

Prolog (Viola) – Songlines I (Violine) – Songlines II (Dialoghi d’amore I) (2 Violinen) – Intermission (Viola) – Songlines III (Viola) – Songlines IV (Violine und Kontrabass) – Songlines V (Violoncello) – Songlines VI (Dialoghi d’amore II) (Violine und Viola) – Epilog (Kontrabass). CD 2010 (Neos Music; ohne Nr. II&VI)
- Ruf (Dialoghi d’amore VII) (2009/10) für Bassetthorn, Horn, Violine, Viola und Kontrabass. Dauer: 28’. UA 27. Juni 2009 München (Musica Viva; Museum Villa Stuck; Solisten des Symphonieorchesters des Bayerischen Rundfunks)
- Spur (2011) für 2 Klarinetten und Streichtrio. Dauer: 22’. UA 6. Februar 2011 Fürstenfeldbruck (Kulturwerkstatt Haus 10 / Klosterareal Fürstenfeld; Klarinetten-Duo Zelinsky/Smeyers, Trio Coriolis). Aufnahme 2011 (WDR)

#### Sextette
- Kata (1996/97). Musik für Ensemble. Dauer: 17’. UA 4. Juli 1997 München (Musica Viva; Bayerischer Rundfunk, Studio 2; Xsemble München). Konzertmitschnitt (BR)

Besetzung: Bassklarinette, Baritonsaxophon, Kontrafagott, Trompete, Horn, Posaune
- Last Verses (1998) für 6 Instrumente. Dauer: 19’. UA 15. September 1999 München (Echtzeithalle im Einstein-Kulturzentrum; ensemble piano possibile). Produktion 2000 (BR)

Besetzung: Bassflöte, Klarinette, Violine, Violoncello, Schlagzeug, Klavier

#### Septette
- Signs and Signals (2004/05). Musik für 7 Instrumentalisten. Dauer: 19’. UA 22. Januar 2005 München (Gasteig, Carl-Orff-Saal; Xsemble München)

Besetzung (Spieler im Raum verteilt): Bassetthorn, Horn, Schlagzeug, Akkordeon, Klavier, Violine, Viola
Prolog – Vorgefühle – 1. Signal mit 3 Echos – 2. Signal (Kanon) mit 3 Echos – 3. Signal – Nachspiel
- abgewandt (2006). Musik für Hörende. Dauer: 20’. UA 13. Februar 2007 Stuttgart (éclat-Festival; Theaterhaus, Saal T2; Ensemble Ascolta). Konzertmitschnitt (HR)

Besetzung: Trompete, Posaune, 2 Schlagzeuger, E-Gitarre, Klavier, Violoncello
13 Abschnitte: Titelbild. Entrada – abgewandt 1-8 / intermissions 1 & 2 / Echo – Rest

#### Oktett
- Nachtmusik (1978/81) für Ensemble (8 Instrumente). Dauer: 16’. UA November 1982 Boswil (Alte Kirche). Aufnahmen 1982 (SWF), 1983 (WDR), 1984 (RAI)

Besetzung: Klarinette, Posaune, 3 Schlagzeuger, Violine, Viola, Violoncello

#### Nonett
- No I (1997). Musik für 9 Spieler. Dauer: 25’. UA 23. November 2001 Bludenz (Remise; Ensemble SurPlus, Leitung: James Avery). Konzertmitschnitt (ORF)

Besetzung: Flöte, Oboe, Klarinette / Bassetthorn, Schlagzeug, Hackbrett, Klavier, Violine, Viola, Violoncello

## Texte von Nikolaus Brass
Essays und Glossen
- Restrisiko. Nikolaus Brass antwortet auf Peter Niklas Wilsons Polemik in der Zeitschrift MusikTexte.[9] – Gekürzte Fassung: Wohlfeil eingerichtet im Sekundären. Replik auf Peter Niklas Wilsons Kommentar zu Max Nyffelers Kolumne. neue musikzeitung, 52. Jg., Nr. 10 (Oktober 2003), S. 12
- Geschichte und Erfahrung. Zu Komponieren und Bedeutung. In: MusikTexte, Nr. 113 (Mai 2007)
- Lost in translation. neue musikzeitung, 58. Jg., Nr. 2 (a tempo, Februar 2009)[10]
- Sein und Schein. neue musikzeitung, 58. Jg., Nr. 3 (a tempo, März 2009)[11]
- Für wen komponieren Sie eigentlich?. neue musikzeitung, 58. Jg., Nr. 4 (a tempo, April 2009)[12]
- Diskretion – bitte Abstand halten! neue musikzeitung, 58. Jg., Nr. 5 (a tempo, Mai 2009)[13]
- Die Belebung der toten Winkel. neue musikzeitung, 58. Jg., Nr. 6 (a tempo, Juni 2009)[14]
- Kuscheln in der Krise? neue musikzeitung, 58. Jg., Nr. 7 (a tempo, Juli 2009)[15]
- Untrügliches Gespür für Stimmigkeit. Erinnerung an Reinhard Schulz. neue musikzeitung, 58. Jg., Nr. 9 (September 2009)[16]
- Warum es Sinn macht, keine Angst zu haben: die Hamburger Klangwerktage 2010. nmz online, 7. Dezember 2010

Rundfunksendungen
- Genie versus Konzept. Bayerischer Rundfunk, 21. Juli 2003
- Im Anfang. Der Komponist Peter Kiesewetter. Bayerischer Rundfunk, 25. Juli 2005
- Stimmen der Nacht. Zum 95. Geburtstag des Komponisten Henri Dutilleux. Bayerischer Rundfunk, 22. Januar 2011

## Porträts
Zeitschrift
- MusikTexte, Nr. 113 (Mai 2007):

- Reinhard Schulz: Dem Unendlichen auf der Spur. Zur Musik von Nikolaus Brass
- Meret Forster: Nachlauschen beim Komponieren. Der Komponist im Gespräch
- Marco Frei: Ausdruck des Existentiellen. Zu den Streichquartetten

Rundfunksendungen
- Werner Bleisteiner: Portrait Nikolaus Brass. Bayerischer Rundfunk, 22. August 1990
- Werkstatt. Deutschlandradio Berlin 13. November 1996 und 3. Dezember 1997
- Reinhard Schulz: Vom Ausdruck des Verstummens. Portrait Nikolaus Brass. Deutschlandradio Berlin, 8. Februar 1999
- Carolin Naujocks: Ich schreibe, was ich höre. Werkstatt, Deutschlandradio Berlin, 16. Mai 2006
- Meret Forster: Nachlauschen beim Komponieren. Der Komponist Nikolaus Brass. MDR Leipzig, 25. Januar 2007
- Yvonne Petitpierre: Im persönlichen Dialog mit der Tradition. Der Komponist Nikolaus Brass. Deutschlandfunk Köln, 11. Oktober 2008

## CD-Produktionen
- Chamber Music, Vol. 1: Void / A Due / Trio. Col Legno (2005)
- String Quartets, Vol. 1: Nr. 1–3. Auritus Quartett. Col Legno (2006)
- Orchestral Works, Vol. 1: Structures of Echo – Lindauer Beweinung / Void II. Neos Music (2007)
- Songlines. Neos Music (2010)
- Trio. Auf: „Struktur und Oberfläche“. elole-Klaviertrio. Beoton (2010)